# Gremlin

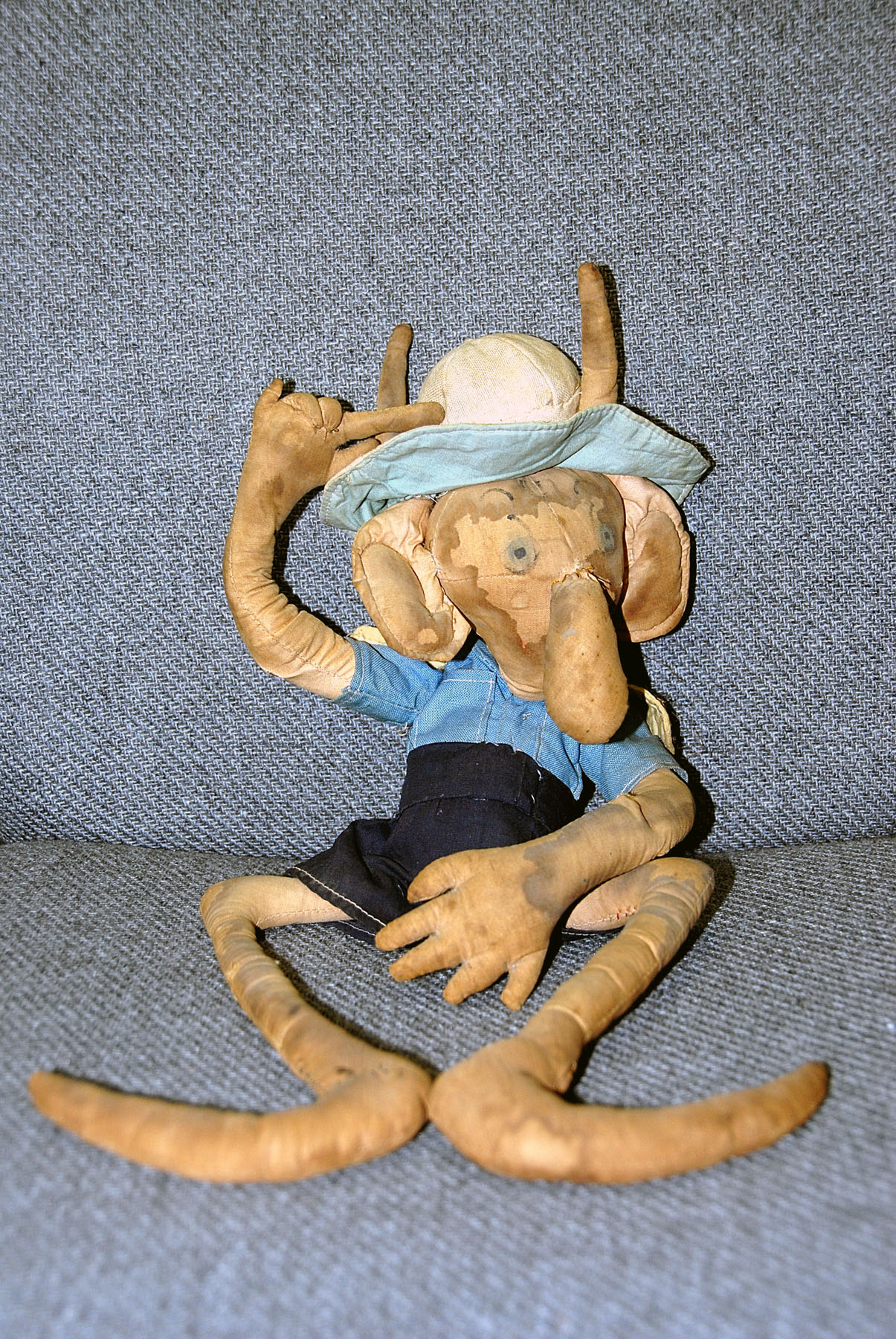
Gremlin-Maskottchen als Glücksbringer der Royal Air Force von den 1920er Jahren bis 1945

Die Figur des Gremlins ist ein Fabelwesen und entstand im frühen 20. Jahrhundert. Der britische Schriftsteller Roald Dahl, der auch in der Royal Air Force gedient hatte, veröffentlichte 1943 „The Gremlins“. Die Geschichte der kleinen Kobolde, die – besonders im Blick auf Mechanik und hier speziell Luftfahrt – eine Menge Unsinn anrichten, und ihre Luftfahrtabenteuer sollten im Auftrag der Walt Disney Studios als Vorlage für einen Film dienen. Dies scheiterte, offenbar an Abstimmungsproblemen mit der britischen Air Force. Warner Brothers verwendete die Rechte an der Figur in mehreren späteren Filmen.
Der Gremlin hat, wie viele andere Koboldarten auch, Spaß am Schabernack, vor allem im maschinellen und technischen Bereich. So wurde beispielsweise im Zweiten Weltkrieg ein Gremlin beschuldigt, wenn Flugzeuge scheinbar ohne Ursache abstürzten. Amerikanische oder britische Piloten, die damals in Nahost dienten, erzählten von angeblichen kleinen Monstern, die ihr Flugzeug auseinandernahmen oder im Motorraum ihr Unwesen trieben. 
Der WW2-Cartoon „Gremlins from the Kremlin“ aus dem Jahre 1944 zeigt Gremlins, die ein Nazi-Flugzeug mit Adolf Hitler im Cockpit sabotieren.
Häufig wird auch von unheimlichen Gesichtern vor dem Frontfenster von Flugzeugen berichtet, die kurz darauf abstürzten. Die Folge Nightmare at 20,000 Feet der US-Fernsehserie Twilight Zone aus dem Jahr 1963 verarbeitete dies folgendermaßen: Ein Flugpassagier beobachtet während eines Gewitters ein koboldartiges Geschöpf dabei, wie es die Triebwerke des Passagierflugzeuges beschädigt. In einer Szene schaut das Wesen durch das Fenster in das Flugzeug hinein und befindet sich dabei mit seinem Gesicht unmittelbar vor der Scheibe. Das eher schrullige, bärenhafte Aussehen dieser Kreatur wurde beim Remake dieser Episode für den Twilight-Zone-Kinofilm (Unheimliche Schattenlichter, 1983) abgeändert in ein zwar anthropomorphes, aber ansonsten eher amphibienartiges, kräftig-drahtiges Wesen ohne Bekleidung mit übermenschlicher Stärke.
Zu den Gremlins zählen auch die Fifinella, weibliche Gremlins, die von Walt Disney gezeichnet wurden, und die Widgets, die Kinder der Gremlins.
In den 1980er Jahren erlangten die Gremlins durch die Filme Gremlins – Kleine Monster und Gremlins 2 – Die Rückkehr der kleinen Monster von Regisseur Joe Dante neue Aufmerksamkeit. In dieser Verfilmung wird ein Mogwai namens Gizmo vorgestellt; ein sanftes und freundliches kleines Wesen aus Chinatown. Doch wenn es mit Wasser in Berührung kommt, vermehrt es sich durch Sprößlinge, welche deutlich gemeiner sind. Füttert man diese Mogwais nach Mitternacht, dann verpuppen sie sich und werden zu Gremlins – schuppigen, fledermausähnlichen, kleinen Monstern. Zwar haben sie den Hang, Elektronik kurzzuschließen, doch zeigen sie auch sonst eine große Vorliebe für Zerstörung, Panik, Vandalismus und Chaos.
2017 erschien ein Horrorfilm mit dem Titel Gremlin von Regisseur Ryan Bellgardt, der jedoch in keinerlei Zusammenhang mit den Joe-Dante-Filmen steht. Außerdem weist das darin auftretende mehrbeinige und spinnenartige Monster keine Ähnlichkeit mit den von Designer Chris Walas entworfenen Gremlins auf.
2020 erschien der Horrorfilm Shadow in the Cloud, in dem eine Frau gegen einen Gremlin in einem Flugzeug kämpft.